# Serwitut (Smolarnia)
Serwitut (dodatkowa nazwa w j. niem. Servitut) – przysiółek wsi Smolarnia w Polsce położony w województwie opolskim, w powiecie krapkowickim, w gminie Strzeleczki. Historycznie leży na Górnym Śląsku, na ziemi prudnickiej. Początki jego osadnictwa sięgają przełomu XVIII i XIX wieku.
Przysiółek wchodzi w skład sołectwa Smolarnia.
W latach 1975–1998 przysiółek położony był w ówczesnym województwie opolskim.
W Serwitucie, według danych gminnych, mieszka 52 mieszkańców.

## Nazwa
W gwarach prudnickich nazwa miejscowości występuje jako Serwitut (odmiana: dzie miyszkył? w Serwitucie, na Serwitucie; jadã na Serwitut; miyndzy Prudnikã, a Serwitutã).

## Historia

### Początki osadnictwa
Aby zrozumieć, jak powstał Serwitut, należy cofnąć się do ostatnich lat XVI wieku. Wtedy to, na graniczącym z dzisiejszym Serwitutem lesie ciążyła służebność, czyli tzw. serwitut. W wydanym w 1898 r. zbiorze wiadomości z wszystkich gałęzi wiedzy czytamy, iż serwitutem zwany jest ciężar spoczywający na czyjejś własności, na rzecz czyli ku pożytkowi kogoś innego (właściciela służebności), a wszystkie służebności zasadzają się na tej ogólnej regule, że posiadacz rzeczy służebnej nie jest obowiązany coś czynić, tylko jedynie dopuścić drugiemu, aby prawa swego używał […]. Taka też służebność ciążyła na lasach przylegających do obecnego Serwitutu, które w przeszłości wchodziły w skład dóbr chrzelickich. Dobre te od 1578 r. dzierżawił od cesarza Ferdynanda I Habsburga (1503–1564) – Jerzy IV baron prószkowski (1520–1584). Dopiero w 1593 r. jego następca (syn) Jan Krzysztof I (1568–1625) przejął je, wspólnie z dobrami prószkowskimi i bialskimi.
Co się tyczy samego serwitutu (jako prawa, nie jako nazwy administracyjnej), wszystkie dostępne dokumenty i wypisy na ten temat, cofają nas w czasie do głogóweckiego rodu Oppersdorfów oraz do roku 1595. Wtedy to cesarz Rudolf II Habsburg (1552–1612) – ówczesny właściciel dóbr głogóweckich – sprzedał je Jerzemu II von Oppersdorf (1550–1606). W umowie kupna czytamy m.in. o tym, iż nowy właściciel nabył prawo wolnego importowania drewna z chrzelickich wrzosowisk i lasów na zamek w Głogówku i drewno to może wykorzystywać do przynależnych mu gospodarstw, folwarków, młynów itd., jak funkcjonowało to – mówiąc najogólniej – dawniej i tak jak zostało to wcześniej zastrzeżone w umowie (nie wiadomo o jakiej umowie mowa) pomiędzy Posadowskim a Prószkowskim. Możliwe, iż chodzi tutaj o któregoś z Posadowskich – prawdopodobnie o Jana II (?–1582), który w 1572 r. przejął dzierżawę nad dobrami chrzelickimi, a pod koniec 1578 r. dzierżawa ta przeszła na wspomnianego już wcześniej Jerzego IV (1520–1584).
Więcej informacji o roku 1595 przynosi jeden z najważniejszych w tej kwestii dokumentów, a mianowicie urbarz chrzelicki z 1758 r. Oprócz danych o podległych właścicielowi dóbr chrzelickich mieszkańcach poszczególnych miejscowości, zawiera on szereg odpisów ze starszych dokumentów (m.in. aktów, umów kupna/sprzedaży, nadań). Tam też znajduje się wzmianka o tym, iż już 19.02.1582 r. w umowie kupna podpisanej na zamku w Bratysławie ustalono pewne zależności (odpis nie podaje szczegółów) pomiędzy Prószkowskimi a Oppersdorfami związane z prawem pozyskiwania drewna z chrzelickich lasów. Bardziej szczegółowe informacje podaje nam część urbarza dotycząca Chrzelic, gdzie umieszczono odpis urbarza głogóweckiego podpisanego 10.12.1595 r. na zamku we Wrocławiu.
W odpisie tym wymieniono miejscowości, folwarki, młyny i stawy, w których ówczesny właściciel dóbr głogóweckich, mógł wykorzystywać drewno pozyskane z chrzelickich lasów, a były to:
- Miejscowości: Głogowiec, Dzierżysławice, Racławice Śląskie, Kazimierz, Wróblin, Nowy Browiniec, Browiniec Polski, karczmarz z Golczowic i staw w tej samej miejscowości, Solec, Łowkowice, Komorniki, Jarczowice, Brożec, Kromołów, Grocholub, Mochów, wolny karczmarz lub sołtys z Gostomi, Żużela, Zabierzów, Szonów, Olbrachcice i Kierpień.
- Folwarki: zamkowy folwark wraz z ogrodem i stawem rybnym, folwark głogówecki wraz z ogrodem oraz folwarki z miejscowościach: Wróblin (wraz z dwoma ogrodami), Nowy Browiniec (z trzema ogrodami), Jarczowice, Brożec i Grocholub.
- Młyny w Dzierżysławicach, 2 młyny w Racławicach Śląskich, 2 młyny przyzamkowe, a także: Mühl in der Obora, Walekmühle, Leßin, oder Waldtmühle i Polatschkermühle.
- Stawy: staw folwarku zamkowego, Groß Polatschker Teüch, Klein Polatschker Teüch oraz stawy w miejscowościach: Wróblin (3 stawy), Nowy Browiniec (3), Golczowice (1), Łowkowice (2), Grocholub (3), Komorniki (3), Jarczowice (7), Brożec (1) i Kromołów (3).
- Zaś folwarki w Wyszkowie, Rostkowicach, Pisarzowicach, Rzepczu i Nowy Folwark (Neü forwergkh) z opisanego wyżej przywileju są wyłączone. Tak oto, kolejni właściciele dóbr głogóweckich korzystali z przynależnego im prawa.

Po śmierci Jerzego II Oppersdorfa cały majątek przeszedł w ręce jego najmłodszego syna – Rudolpha (1597–1620), który w 1617 r. sprzedał je swojemu bratu Janowi Jerzemu III (1588–1651). On zaś w 1642 r. przekształcił je w majorat i został jego pierwszym ordynatem. Następcą Jana Jerzego został Franciszek Euzebiusz I von Oppersdorf (1623–1691), który właścicielem dóbr głogóweckich był do roku 1691.
Z tego właśnie okresu, a dokładnie z 27.08.1680 r., pochodzi kolejna informacja o opisywanym tutaj serwitucie. Tego dnia, pomiędzy grafem Jerzym Krzysztofem z Prószkowa (to on w 1696 r. sporządził testament, w którym z dóbr prószkowsko-chrzelickich utworzył majorat) a Franciszkiem Euzebiuszem grafem z Głogówka, podpisane zostało odszkodowanie, na mocy którego majorat głogówecki miał prawo do pozyskiwania drewna opałowego i budulcowego z chrzelickiego i dziedzickiego rewiru leśnego i drewno to mogło być wykorzystywane w: zamkowym folwarku i ogrodzie, stawach rybnych, dworze w Głogowcu, jednym ogrodzie oraz folwarkach w Jarczowicach, Brożcu i Grocholubiu. Pozostałe należące do majoratu majątki z tego prawa są wyłączone.
W 1691 r. dobra majoratu głogóweckiego przejął syn Franciszka Euzebiusza – Jan Jerzy IV (1649–1693), który został III ordynatem, zaś kolejnymi byli: Franciszek Euzebiusz II (1650–1714) – ostatni potomek linii górnośląskiej Oppersdorfów; Jerzy V Fryderyk (1653–1743) – pochodził z morawskiej linii Oppersdorfów; Henryk Ferdynand (1711–1781) – ostatni potomek morawskiej linii Oppersdorfów, a zarazem VI ordynat głogówecki.
Za czasów jego urzędowania, odnajdujemy kolejne (ostatnie już) wzmianki o omawianych tutaj służebnościach. Tym razem w informacjach dotyczących Dziedzic wzmiankuje się jedynie (bez podawania szczegółów) dokument, podpisany 6.07.1750 r. w Opolu, który potwierdza istnienie służebności, która funkcjonowała nadal w 1758 r., czyli w roku, w którym sporządzono chrzelicki urbarz. Wtedy to wspomina się o ciążącym na tutejszych lasach serwitucie, który kolejnym właścicielom dóbr głogóweckich dawał prawo do pozyskiwania drewna (łac. Servitut lignandi, niem. Beholzungsrecht) na opał oraz budulec z chrzelickiego i dziedzickiego rewiru leśnego, z wyłączeniem rewiru leśnego położonego na zachód od Dąbrówki Górnej (Dombrovitz Revier).

### Głogówecki Las Serwitutowy
Po wymarciu morawskiej linii Oppersdorfów, majorat przeszedł w ręce linii czeskiej. Siódmym jego ordynatem został Józef Wacław Franciszek Antoni Jan Nepomucen von Oppersdorf (1724–1785). VIII ordynatem został jego wnuk – Franciszek Joachim Wacław (1778–1818) i to za jego czasów, w 1796 r. powstał Głogówecki Las Serwitutowy. O fakcie tym w publikacji z 1865 r. tak pisze F. Triest: „W 1796 r. wydzielono z niego [chodzi o królewski rewir leśny Chrzelic] obszar 2701 mórg (noszący od tamtego czasu nazwę „Głogówecki Las Serwitutowy”), który został przekazany majoratowi głogóweckiemu, jako odszkodowanie za przysługujące mu uprawnienie do pozyskiwania drewna”. W ten sposób, funkcjonujący na obszarze chrzelickiego, a później i dziedzickiego rewiru leśnego przywilej został utracony, a w zamian za to – w formie odszkodowania – majorat głogówecki otrzymał na własność konkretny obszar leśny o powierzchni 2701 mórg, tj. około 657 ha.

### Leśnictwo w Serwitucie
Początki powstania leśnictwa w Serwitucie nie są dokładnie znane, ale można je z pewnością łączyć z okresem, kiedy powstał Głogówecki Las Serwitutowy. Okoliczne lasy, które obecnie są częścią obszaru Borów Niemodlińskich, w latach 80. XVIII wieku. wchodziły w skład królewskiego rewiru leśnego Chrzelic (Königliche Chrzelitzer Forstrevier). W 1796 r. wydzielono z niego obszar o powierzchni 2701 morgów (około 675 ha), który nazwano właśnie Głogóweckim Lasem Serwitutowym i który stał się własnością hrabiego Oppersdorfa z Głogówka. Najprawdopodobniej od tego też roku możemy mówić o początkach formowania się leśnictwa w Serwitucie. Tym bardziej, iż właśnie z końca XVIII wieku pochodzą pierwsze wzmianki o tutejszych mieszkańcach pełniących funkcje dozorców leśnych czy też osobach sprawujących nad nimi kontrolę w tym właśnie lesie.
Wcześniejsze informacje wzmiankują jedynie o dozorcach leśnych mieszkających w Dziedzicach. Najstarsza odnaleziona do tej pory taka wzmianka pochodzi z 1663 r., kiedy to dozorcą leśnym w dziedzickim rewirze leśnym był niejaki George Pimkawen. Kolejne informacje pochodzą dopiero z okresu od lat 60. XVIII wieku, kiedy to funkcje dozorców leśnych w dziedzickim rewirze leśnym pełnili m.in.: George Rogosch (lata 1767, 1768 i 1770), Victorin Kunitzky (lata 1768, 1770 i 1772), George Lazar (1774), Frantz Nerlich (1811), a także podleśniczy Christian Abend (1811, zmarł 24.11.1811 r. w wieku 52 lat). W ówczesnym okresie znajdujemy również informacje o dozorcach leśnych mieszkających w Smolarni, którymi byli: Michael Hannak (1783, zmarł 19.11.1822 r. w wieku 92 lat), Jacob Lision (1817), którego ojcem był Kasimir Lision wzmiankowany, jako Königlicher Waldlaufe, Adam Bryła (1840), Jacob Bryła (1841) czy też Robert Pfeiler (1851).
Obecnie nie wiadomo dokładnie jak wyglądało rozmieszczenie i jak kształtowały się granice tutejszych rewirów leśnych w XVIII wieku. Najprawdopodobniej były one zbliżone do stanu z lat 80. XIX w., to jest z okresu, z którego dostępne są już mapy ukazujące podział tutejszego obszaru leśnego na poszczególne leśnictwa i oddziały leśne.
Wiadomo, że pod koniec XVIII wieku powstał idealnie prosty, kilkunastokilometrowy odcinek drogi z Chrzelic do Przysieczy. Jej wytyczenia dokonał królewski nadleśniczy Wilhelm Heinrich Heller (1754–1818). Była to pierwsza linia podziałowa, według usytuowania której dokonano dalszego podziału lasów chrzelickich i prószkowskich na regularne oddziały.

## Pochodzenie nazwy
Pierwsze informacje o funkcjonowaniu nazwy przysiółka pochodzą z dokumentów kościelnych miejscowej parafii z końca XVIII i pierwszych kilkunastu lat XIX wieku. W dokumentach tych nazwę obecnego Serwitutu zapisywano m.in. jako: Glogauer Servitut Colloni (1799 r.), Glogauer Servitut (lata 1801 i 1821), Glogauer Servitut beÿ Dziedzitz (1801 r.), Ober Glogauern Servitut (1815 r.) czy też OberGlogauer Servitut (1818 r.). W późniejszym czasie pojawia się również Dziedzitzer Servitut, która sugeruje przynależność Serwitutu do ówczesnej gminy wiejskiej Dziedzice. Dopiero od 1830 r. (z nielicznymi wyjątkami) forma pisowni ówczesnej kolonii występowała tylko pod nazwą Servitut. Taki stan wiedzy sugeruje, iż to Serwitut (jako kolonia), wziął swoją nazwę od graniczącego z nim Głogóweckiego Lasu Serwitutowego, który zaś swoją nazwę zawdzięcza funkcjonującym dawniej na tym obszarze służebnościom, czyli serwitutom.

## Obiekty sakralne i miejsca pamięci

### Dzwonek zmarłych
Istniejący obecnie dzwonek został ufundowany przez rodzinę Daniel z Serwitutu, a odlano go w 1957 r. – tak jak wskazuje umieszczona na nim data. Zaś zapis kronikarski podaje, że dzwonek ufundowany został w kwietniu 1958 r. Odlano go w odlewni dzwonów i metali Bukowski Józef w miejscowości Nowa Wieś w gminie Kęty pod Oświęcimiem, a koszt prac związanych z jego odlewem wyniósł 5600 zł.

### Krzyże drewniane
Krzyż drewniany w polu
Współczesne źródła kronikarskie podają, iż 30.05.1946 r. w święto Wniebowstąpienia Pana Jezusa w miejscu starego, zniszczonego krzyża postawiono nową konstrukcję, która została poświęcona przez ówczesnego proboszcza ks. Augustyna Borka (1891–1976). W tym czasie grunty, na których stał należały do gospodarza Antoniego Okonia ze Smolarni.

### Krzyże murowane
Krzyż murowany – Serwitut 12
Krzyż wybudowany w pierwszej połowie lat 40. ubiegłego wieku na cześć zmarłego na II wojnie światowej Otto Globischa (1921–1941), syna Rochusa i Magdaleny z domu Pietruschka.
Otto Zmarł 31.10.1941 r., kiedy podczas czyszczenia broni został przypadkowo postrzelony przez swojego kompana z oddziału. Mimo udzielonej mu w wojskowym lazarecie pomocy, zmarł. Pochowano go w miejscowości Czudowo w zachodniej części dzisiejszej Rosji.

## Bezpieczeństwo
Do 1998 bezpieczeństwo pożarowe w Serwitucie było nadzorowane przez Komendę Rejonową PSP w Prudniku.
Miejscowość jest pod opieką dzielnicowego rejonu służbowego nr 8 Komendy Powiatowej Policji w Krapkowicach.
Teren miejscowości, jak i całej gminy Strzeleczki, położony jest w strefie nadgranicznej w związku z czym Straż Graniczna dysponuje, na tym obszarze, specjalnymi kompetencjami w zakresie bezpieczeństwa. Gminę Strzeleczki obejmuje zasięgiem służbowym placówka Straży Granicznej w Opolu ze Śląskiego Oddziału SG.

## Osoby urodzone w Serwitucie
- Reinhold Ritter(inne języki) – niemiecki dentysta i wykładowca na uczelni wyższej.